# Colobodesmus crucis
Colobodesmus crucis är en mångfotingart som beskrevs av Loomis 1974. Colobodesmus crucis ingår i släktet Colobodesmus och familjen Sphaeriodesmidae. Inga underarter finns listade i Catalogue of Life.